# Municipio de Chumatlán
El municipio de Chumatlán es uno de los 212 municipios del estado de Veracruz, en la región conocida como Totonacapan, al norte del estado y en la región oriental de la República Mexicana. Voz de origen totonaco, Chun-tlan que significa "Zopilote de Oro".

## Localización
Se encuentra ubicado en la zona central del Estado, en las coordenadas 20º12´ de latitud Norte y 97º36´ de longitud Oeste, a una altitud de 420 metros sobre el nivel del mar. Limita al norte con Coyutla; al Noreste con Espinal; al Suroeste con Mecatlán y al este con Coxquihui. Su distancia aproximada al Noroeste de la capital del Estado es de 105 km.

## Fiestas, Danzas y Tradiciones
Fiestas Populares: 
Del 8 al 15 de septiembre se lleva a cabo la Fiesta Patronal de la Virgen de Natividad con danzas y procesiones. 
Música: 
La música representativa del municipio es el huapango.. 
Artesanías: 
Se encuentra representada principalmente en madera con la cual elaboran muebles como mesas y roperos; sin faltar las máscaras con las cuales ejecutan sus danzas.  
Elaboran muebles, máscaras de madera, transforman la cera en velas y adornos coloridos para sus festividades religiosas. Así mismo destaca la alfarería

### Coordenadas
Chumatlán se encuentra ubicado en las coordenadas 20º12´ de latitud Norte y 97º36´ de longitud Oeste, a una altitud de 420 metros sobre el nivel del mar. Algunas de sus comunidades están a 100 metros sobre el nivel del mar.

## Extensión y población
Tiene una superficie de 36,19 km², que es equivalente al 0,05% de la superficie del estado.
Según el conteo de población de 2005 el municipio cuenta con 3371 habitantes, la mayoría de raza indígena.

## Localidades
Sus principales localidades son: 
- Chumatlán
- Lázaro Cárdenas
- La Vega
- Colonia La Vega
- El Zapote
- Chichilintla

## Recursos naturales
Su vegetación está representada por maderas preciosas. Así mismo se cuenta con bancos de arena, grava y piedra.

## Historia
Las raíces de México se basan principalmente en las culturas mesoamericanas, las cuales se extendieron desde el centro del país hasta Centroamérica. Entre las culturas que existieron esta la cultura Totonaca, que se desarrolló en los actuales estados de Puebla y Veracruz. Se sabe que este pueblo llegó a poblar la región del Totonacapan alrededor del año 300, tiempo desde el cual inicia el esplendor del centro ceremonial Tajin.
La región del Totonacapan comprende actualmente desde el río Cazones en los límites de Poza Rica y Tihuatlan, hasta la zona de Martínez de la Torre, sin embargo en su esplendor, el imperio totonaco alcanzó la mayor parte del estado de Veracruz. 
La población que predominó en el periodo de esplendor del tajín se concentró en torno a aquel centro ceremonial, formando comunidades; con el paso de los años, y a la llegada de los españoles, la región del Totonacapan fue sufriendo rezagos, pero al mismo tiempo se fueron formando nuevas comunidades. Debido a las pruebas arquitectónicas que existen en el municipio se ha confirmado que los primeros indígenas poblaron la zona antes de la llegada de los españoles. 

## Colonización
Durante los primeros años de la colonización en México, los grupos totonacos recibieron la influencia de los españoles. El edificio más antiguo del municipio es la Iglesia de Chumatlán, que data de 1530, el cual en un principio sirvió para la conversión de los nativos a la fe católica. Posteriormente en 1599 surge la congregación de Chumatlán formada por indígenas Totonacas y españoles católicos. Durante la etapa colonia la comunidad continuó poblándose aunque con muchos rezagos, pero es importante señalar que por ese tiempo surgió la finca Chichilintla, la cual abarcaba la mayor parte de lo que hoy comprende el municipio. En la guerra de independencia formó parte con diversos levantamientos armados. Ya en la etapa del México independiente fue nombrado como uno de los municipios del estado de Veracruz. 
Benito Juárez, siendo presidente de México envió a militares a inspeccionar el municipio; tiempo después con la llegada de Porfirio Díaz, se realizaron reparticiones de parcelas. Que conformo los primeros asentamientos actuales del municipio.
A pesar de esto en 1890 fue anexado al municipio de Coxquihui, del cantón de Papantla, siendo hasta el 21 de noviembre de 1935 la fecha en que se decreta la creación del municipio de Chumatlán. Al año siguiente surge la segunda comunidad más importante del municipio: Lázaro Cárdenas, a raíz de la segregación de una parte de lo que era la Finca Chichilintla.
Es importante mencionar que durante la época de la revolución mexicana se recibió a grupos Villistas y Carrancistas que merodeaban la región y peleaban constantemente.

## Levantamientos armados
En 1961 el Sr. Miguel Pérez, de ocupación campesino y que en ese entonces tenía 80 años de edad se levantó por conflictos de tierra, intentando tomar el palacio. Un fuerte dispositivo militar controló la sublevación y asesinó a este líder.